# Сражение в Гельголандской бухте
Сражение в Гельголандской бухте (англ. Battle of Heligoland Bight) — морской бой Первой мировой войны, состоявшийся 28 августа 1914 года. Германские корабли, охранявшие Гельголандскую бухту, встретились в том бою с несколькими британскими соединениями, включавшими в себя, в том числе и линейные крейсера.
Отлив помешал германским линкорам и линейным крейсерам выйти из Вильгельмсхафена на выручку своим лёгким силам — британцы с их линейными крейсерами получили громадный перевес. В ходе боя были потоплены германские лёгкие крейсера «Кёльн», «Майнц», «Ариадне» и миноносец «V 187». Общие потери Германии составили более тысячи человек убитыми, ранеными и пленными. Британский флот не потерял ни одного корабля, хотя лёгкий крейсер «Аретьюза» и эсминец «Лорел» получили настолько сильные повреждения, что не смогли самостоятельно вернуться домой и были взяты на буксир. Потери британских экипажей составили 32 человека убитыми и 55 ранеными.

## Предыстория
В августе 1914 года британский и немецкий флоты действовали в Северном море очень нерешительно. Британский флот прикрывал транспортировку британского экспедиционного корпуса из Саутгемптона в Гавр (основные его силы были переброшены 14—17 августа). В Северном море действия Гранд-Флита ограничивались ведением дальнего дозора между Оркнейскими и Шетландскими островами с целью не допустить прорыва германских рейдеров на океанские коммуникации. Пассивность кайзерлихмарине объяснялась позицией Мольтке, заявившего германскому морскому генеральному штабу, что война с Францией и Бельгией будет скоротечной, и рейхсхеер будет «только рад возможности свести счёты со 160-тысячной британской армией».
21 августа бельгийские войска оставили Остенде, которому угрожала германская кавалерия, и отступили к Антверпену. 22 августа к Остенде с целью демонстрации силы вышло британское соединение из трёх старых броненосных крейсеров и отряда миноносцев под командованием адмирала Кристиана. Но разведка показала, что защита Остенде без поддержки сухопутных войск невозможна, так как подходы к городу закрывают дюны и корабельная артиллерия не имеет возможности вести огонь по наступающему на город неприятелю. 23 августа были атакованы позиции французов у Шарлеруа и англичан у Монса, и все они вынуждены были отступить. В результате возникла угроза захвата не только Остенде, но и Булони и даже Гавра. Поэтому было решено для поддержки армии высадить в Остенде десант из 3000 морских пехотинцев. Высадка войск началась утром 27 августа.
Для прикрытия экспедиции в Остенде Британский морской штаб принял решение провести отвлекающую операцию в Гельголандской бухте. Подводные лодки под командованием коммандера Кийза (англ. Roger Keyes) разведали организацию несения дозоров германскими кораблями в Гельголандской бухте. Стало известно, что по вечерам лёгкие крейсера выводили миноносцы в определённые участки бухты, откуда те расходились по своим районам несения дозора. С рассветом эсминцы возвращались, и около 8 часов утра в 20 милях на северо-запад от Гельголанда их встречали крейсера. На смену ночным дозорам эсминцев приходили дневные дозоры, находившиеся в районах южнее и севернее Гельголанда. Атака днём считалась невозможной, и Кийз предложил атаковать на рассвете со стороны берега возвращающиеся ночные дозоры. Это предложение было пересмотрено, и принято решение атаковать выходящие в дозор дневные дозоры, выманить их в море и, отрезав от баз, уничтожить.

## План операции и силы сторон
Со стороны британского флота в операции участвовали 1-я эскадра линейных крейсеров вице-адмирала Битти («Лайон», «Куин Мэри», «Принцесс Ройал»), отряд линейных крейсеров «K» контр-адмирала Гордона Мура («Инвинсибл», «Нью Зиленд»), 7-я крейсерская эскадра контр-адмирала Кристиана (броненосные крейсера типа «Кресси»: «Юриалес», «Баканти», «Кресси», «Хог», «Абукир» и лёгкий крейсер «Аметист»), 1-я эскадра лёгких крейсеров коммодора Гуденафа (англ. William Goodenough) («Саутгемптон», «Бирмингем», «Фалмут», «Ноттингем», «Лоустофт» и «Ливерпуль»); флотилия подводных лодок коммодора Кийза (эсминцы «Лерчер» и «Файрдрейк», подводные лодки E-4, E-5, E-6, E-7, E-8, E-9); 3-я флотилия эсминцев коммодора Тиритта (англ. Reginald Tyrwhitt) (лёгкий крейсер «Аретьюза» и 16 эсминцев) и 1-я флотилия эсминцев (крейсер-скаут «Фирлесс» и 19 эсминцев, из них 4 приданы отряду «K»).
Подводные лодки E-4, E-5 и E-9 по первоначальному плану должны были выжидать удобного случая для атаки на позициях к северу и югу от Гельголанда. Подводные лодки E-6, E-7 и E-8 — показаться в надводном положении к югу от Гельголанда и увлечь за собой в море немецкие лёгкие крейсеры. 1-я и 3-я флотилии эсминцев должны были к 4:00 находиться в 25 милях западнее острова Зильт и оттуда направиться на юг, выйдя в 12 милях западнее Гельголанда в тыл занимающихся преследованием подводных лодок германских кораблей. Отряд «K» и 7-я крейсерская эскадра должны были осуществлять поддержку. Операция была запланирована на раннее утро 28 августа.
План был доложен командующему Гранд-Флитом адмиралу Джеллико 26 августа. Тот внёс в него свои коррективы. Дополнительно для поддержки были выделены 1-я эскадра линейных крейсеров и 1-я эскадра лёгких крейсеров, а сам Гранд-Флит утром 28 августа выдвинулся в точку в 100 милях к юго-востоку от Оркнейских островов. Изменения плана не были доведены уже вышедшим в море эсминцам и подводным лодкам Тиритта и Кийза, что могло привести к ошибочной атаке ими кораблей Битти и Гуденафа.
Утром 28 августа у германского побережья был отлив, поэтому тяжёлые немецкие корабли не могли выйти из своей базы до 12:00 (13:00 по берлинскому времени). В устьях рек стояла ясная безветренная погода, но в районе Гельголанда был туман, и видимость не превышала 3—4 миль, поэтому расположенная на острове германская береговая батарея не смогла принять участия в бою, проходившем по крайней мере в начальной фазе в зоне действия её орудий, а сам бой принял характер отдельных разрозненных столкновений.
В районе Гельголандской бухты находился ряд военно-морских баз, включая Вильгельмсхафен, на которых базировались линейные крейсера и корабли кайзерлихмарине. Охранением всей Немецкой бухты, включая Гельголандскую, занималась 1-я разведывательная группа под командованием контр-адмирала Хиппера, которая включала в себя германские линейные крейсера. Для этой цели в её подчинение были переданы все корабли сторожевой службы, самолёты и дирижабли. Командующим германскими лёгкими силами в районе Гельголанда был контр-адмирал Леберехт Маасс, державший свой флаг на лёгком крейсере «Кёльн». Германские корабли не были предупреждены о появлении неприятеля и были застигнуты врасплох. В 35 милях от плавучего маяка Эльба в дозоре находились 9 германских миноносцев 1-й флотилии, а поддерживающие их лёгкие крейсера «Хела», «Штеттин» и «Фрауэнлоб» располагались по дуге в 15 милях от этого маяка. В Гельголандской гавани находились 10 эсминцев 5-й флотилии и 8 подводных лодок, из которых только две были боеготовы. В устье реки Везер находился старый лёгкий крейсер «Ариадне», а в устье реки Эмс — лёгкий крейсер «Майнц». В Вильгельмсхафене находились лёгкие крейсера «Кёльн» (флагман Маасса, грузился углём), «Страсбург» и «Штральзунд». Все германские линейные крейсера и линкоры были заперты в гавани и не могли выйти в море из-за отлива.

## Сражение

### Начальная фаза
Около 5:00 подводная лодка E-7 двумя торпедами атаковала германский миноносец «G 194» из состава 1-й флотилии. Об атаке доложили Хипперу, и тот выслал на поиск самолёты и выдвинул в море 5-ю флотилию эсминцев. Около 7:00 «G 194» обнаружил «Аретьюзу» и четыре эсминца, шедших с северо-запада. Находившийся правее него «G 196» также заметил подходившие британские корабли. Миноносцы подняли тревогу и стали отходить, преследуемые британскими кораблями. Миноносцы получили приказ Маасса отходить к Гельголанду, а «Штеттин» и «Фрауэнлоб» — приказ выйти им на помощь. В погоню за германскими миноносцами бросились корабли 1-й и 3-й флотилий англичан. Германские эсминцы «S 13» и «V 1» начали получать повреждения и терять ход, но им на выручку в 7:58 успел прийти «Штеттин», огонь которого фактически спас 5-ю флотилию. Германские эсминцы и «Штеттин» отошли под прикрытие батарей Гельголанда. «Штеттин» получил попадание одним снарядом, убившим и ранившим 7 человек.
Британские корабли не стали приближаться к Гельголанду, взяв курс на север. Вскоре они столкнулись с устаревшими германскими миноносцами, занятыми тралением. В разгоревшемся бою германские «D 8» и «T 33» получили значительные повреждения. На помощь им пришёл «Фрауэнлоб». Около 8:00 начался бой «Фрауэнлоба» с «Аретьюзой». Стрельба велась на дистанции около 30 кабельтовых. «Аретьюза» была более сильным кораблём, но её недавно набранный экипаж не имел опыта, и потому шансы оказались равны. В ходе боя, продолжавшегося до 8:25, британский крейсер получил порядка 25 попаданий. Был момент, когда из всех его орудий действовало только одно 152-мм, а скорость хода упала до 10 узлов. «Фрауэнлоб» также получил повреждения и вынужден был отвернуть под прикрытие батарей Гельголанда.
Ещё до начала боя между «Фрауэнлобом» и «Аретьюзой» «Фирлесс» с эсминцами 1-й флотилии отвернул на запад. Они заметили германский эсминец «V 187», шедший к Гельголанду, и начали его преследование. «V 187» пытался уйти на юг к устью Яде, но на его пути оказались 2 четырёхтрубных крейсера. Немцы ошибочно опознали их как свои «Страсбург» и «Штральзунд» и пошли на сближение. На самом деле это были британские крейсера «Ноттингем» и «Лоустофт», посланные Гуденафом в поддержку эсминцам. Англичане открыли губительный для германского миноносца огонь из 152-мм орудий с дистанции 20 кабельтовых. Германский миноносец попытался развернуться и уйти, но ему преградили путь эсминцы 1-й флотилии. Под перекрёстным огнём «V 187» потерял ход. Крейсера ушли, оставив его на добивание своим эсминцам. «V 187» пошёл на дно с поднятым флагом, до последнего ведя огонь. Из 90 человек экипажа миноносца 24 были убиты и 14 — ранены.
Британские эсминцы спустили на воду шлюпки, чтобы спасти утопающих. В это время из тумана появился «Штеттин» и, не разобравшись, открыл огонь. Британским эсминцам без крейсерского прикрытия пришлось отойти, бросив шлюпки. Тогда же появилась британская подлодка «E-4» и, выйдя в атаку на «Штеттин», вынудила его скрыться. Одному из британских эсминцев не удалось снять своих матросов с шлюпки, поэтому «E-4» подобрала их и несколько пленных. Снабдив припасами оставшихся на шлюпках немцев и указав путь к суше, лодка ушла. На этом первая фаза боя, в ходе которой немцы потеряли один миноносец, закончилась.

### Финальная фаза
Дальнейшие события развивались на фоне путаницы, возникшей у британцев из-за несогласованности действий. Кийз, командовавший подлодками с борта эсминца, обнаружил четыре крейсера Гуденафа и опознал их как германские, так как не знал о том, что в районе находятся британские крейсера. Поданный Кийзом сигнал о помощи заставил Тиритта, уходившего из района боя на запад, развернуться и следовать на восток. Туда же пошли и крейсера Гуденафа. Англичане начали охоту на самих себя.
Из-за неразберихи одна из подлодок атаковала один из крейсеров, в свою очередь «E-6» чуть не была протаранена крейсером, но вовремя поднырнула под него.
Кийз и Гуденаф опознали друг друга. Гуденаф решил оставить район, чтобы освободить его для подводных лодок.
В 10:55 идущий на восток с двумя флотилиями Тиритт был атакован «Страсбургом». Ошибочно опознав их как более сильные «Тауны» Гуденафа, германский крейсер открыл огонь с дальней дистанции, что было на руку повреждённым британским крейсерам. Противники обменялись несколькими безрезультатными залпами, и после выхода британских эсминцев в торпедную атаку «Страсбург» вынужден был скрыться в тумане. Позднее он вернулся и возобновил огонь по британским крейсерам.
Положение британских лёгких сил по мере появления новых германских крейсеров стало ухудшаться, поэтому Тиритт запросил помощи. Битти развернул Гуденафа на обратный путь и отправил «Саутгемптон», «Бирмингем», «Фалмут» и «Ливерпуль» в поддержку Тиритта. Рассудив, что реальную помощь в случае подхода новых лёгких крейсеров могут оказать только линейные крейсера, в 11:30 Битти принял решение со своим соединением идти на восток, несмотря на риск встречи с германскими подводными лодками и линейными кораблями.
«Страсбург» скоро скрылся в тумане, и «Аретьюза» с «Фирлессом» начали разворот на запад. В это время показался «Штеттин», вынудивший «Аретьюзу» с «Фирлессом» продолжить бой. Первоначально бой разворачивался между крейсерами, но позже к нему подключились британские эсминцы. В 11:30 по «Аретьюзе» и «Фирлессу» с эсминцами открыл огонь «Майнц», шедший из устья реки Эмс. Эсминцы попытались выйти на него в атаку и вынудить его отвернуть. Положение англичан стало угрожающим.
В это время подошли крейсера Гуденафа, и положение кардинально поменялось. «Майнц» вёл неравный бой с хорошо вооружёнными «Таунами». Вскоре у «Майнца» заклинило руль, и он начал описывать циркуляции, однако продолжал вести сильный огонь по эсминцам «Либерти», «Лаэртес» и «Лорел». В «Майнц» попала одна из торпед с британских эсминцев, и он окончательно потерял ход, превратившись в мишень. Экипаж начал покидать тонущий корабль, хотя тот и оставался на плаву как минимум до 12:30.
Тем временем «Аретьюза» и «Фирлесс» попали под огонь новых подходивших германских крейсеров. Это были «Кёльн» и идущий за ним «Штеттин». Британские крейсера оказались в очень тяжёлом положении, но тут им на помощь пришли линейные крейсера Битти. Дав около 12:30 несколько залпов по «Майнцу», они пошли дальше на восток. «Кёльн», опознавший «Лайон», развернулся и попытался укрыться в тумане. Битти начал его преследовать, и «Кёльн» получил тяжёлые повреждения. На крейсере начались пожары, но ему временно удалось скрыться в тумане, когда в 12:56 крейсера Битти отвлеклись на устаревший крейсер «Ариадне». «Ариадне» накрыло несколько залпов, превративших корабль в факел. Несмотря на то, что ему также удалось скрыться в тумане, справиться с пожарами не удалось, и экипаж оставил тонущий крейсер.
Остальные германские крейсера успели укрыться в тумане. Битти посчитал, что зашёл уже достаточно далеко и риск встречи тяжёлых германских кораблей стал слишком велик, да и по сообщениям эсминцев германские корабли начали сбрасывать плавающие мины. Поэтому в 13:10 он дал сигнал отходить. Линейные крейсера отклонились на север, постепенно разворачиваясь на курс домой — на запад. На обратном пути в 13:25 им попался повреждённый «Кёльн». В 13:35 два залпа в упор из тяжёлых орудий отправили германский крейсер на дно. Линейные крейсера, опасаясь подводных лодок, не остановились для спасения тонущих, поэтому вместе с «Кёльном» погиб почти весь его экипаж, включая контр-адмирала Маасса, — из 380 человек спастись удалось только одному кочегару.
В 13:08 перевернулся и затонул «Майнц». Британским кораблям удалось поднять из воды 348 из 380 человек экипажа. Из 60 раненых часть не дожила до прихода в порт. Линейные крейсера Битти дали ещё несколько залпов с большого расстояния по находившимся в тумане «Страсбургу» и «Штеттину», но попаданий не добились. К 14:00 все британские корабли находились на пути домой, не наблюдая ни одного германского корабля. Бой завершился.

## Итоги и оценки боя
Британцы не потеряли ни одного корабля, хотя повреждения крейсера «Аретьюза» и эсминца «Лорел» были так велики, что их пришлось взять на буксир крейсерам «Хог» и «Аметист». Потери экипажей составили 32 человека убитыми и 55 ранеными, в том числе 11 убитых и 16 раненых на «Аретьюзе», 11 убитых и 12 раненых на «Лореле» и 8 убитых и 10 раненых на «Либерти».
| Потери британского флота | Потери британского флота | Потери британского флота | Потери британского флота | Потери британского флота |
| Корабль                  | офицеров                 | офицеров                 | моряков                  | моряков                  |
| Корабль                  | погибло                  | ранено                   | погибло                  | ранено                   |
| ------------------------ | ------------------------ | ------------------------ | ------------------------ | ------------------------ |
| HMS «Arethusa»           | 1                        | 1                        | 10                       | 15                       |
| HMS «Laertes»            |                          |                          | 2                        | 8                        |
| HMS «Laurel»             | 1                        |                          | 10                       | 11                       |
| HMS «Liberty»            | 1                        |                          | 7                        | 10                       |
| HMS «Druid»              |                          |                          |                          | 1                        |
| HMS «Fearless»           |                          |                          |                          | 8                        |
| HMS «Phoenix»            |                          |                          |                          | 1                        |
| ИТОГО                    | 3                        | 1                        | 29                       | 54                       |

Немцы потеряли крейсера «Кёльн», «Майнц», «Ариадне» и эсминец «V-187». Общие потери экипажей превысили 1000 человек, включая контр-адмирала Маасса, ставшего первым германским адмиралом, погибшим в Первой мировой войне. Среди пленённых был один из сыновей Тирпица.
При анализе боя исследователи отмечают неудовлетворительное управление германскими кораблями. В туманную погоду было ошибкой посылать лёгкие крейсера один за другим навстречу противнику неустановленной силы. Английский историк Вильсон считает, что это было обусловлено тем, что в районе германских баз в устьях рек стояла ясная погода. Посылая в море крейсера, командующий рассчитывал на то, что, своевременно заметив превосходящие силы противника, они уйдут к своим базам. Но в условиях тумана это было невозможно, что и привело к таким потерям. Вместе с тем британские моряки отмечали высокий боевой дух германских моряков, которые даже в условиях неравного боя вели огонь до последнего, не спуская флага.
Морской министр Германии Тирпиц осуждал командующего Флотом открытого моря Ингеноля за то, что тот не отправил на помощь крейсерам линейные силы, что было бы, безусловно, правильным. Однако линейные корабли не могли выйти в море из-за отлива, что сыграло на руку британцам.
Несмотря на успешно проведённую британским флотом операцию, отмечалась крайне неудачная работа штаба по её организации. Командиры соединений не были оповещены о присутствии в районе своих сил. Только достаточно рискованное решение Битти отправить линейные крейсера в Гельголандскую бухту обеспечило британцам громадный перевес в силах. Не сделай он этого, исход операции мог быть другим, поэтому некоторые современники стали сравнивать Битти с легендарным Нельсоном.

## Последствия
Кайзер Вильгельм II высказал начальнику морского генерального штаба Полю замечание, что германский флот стал излишне беспечен, и приказал принять меры для предотвращения внезапных атак англичан, при этом ещё больше ограничив активность флота, запретив выходы флота и даже отдельных крейсеров в море без его разрешения. Во многом успеху британцев способствовали неудовлетворительная охрана Гельголандской бухты и нахождение в ней британских подводных лодок. Из-за распоряжений кайзера германский флот занимал пассивную позицию и не имел удалённых разведывательных дозоров, а британские подлодки беспрепятственно могли производить операции в самой бухте. Кроме того, несение дозоров миноносцами выматывало их экипажи.
Германский флот пересмотрел порядок ведения охраны Гельголандской бухты. К разведке стала привлекаться авиация. Миноносцы в дозорах были заменены вооружёнными траулерами, более приспособленными для длительного пребывания в море. К западу от Гельголанда были также установлены несколько минных заграждений. После того, как траулеры были оснащены оборудованием для поиска подводных лодок, пребывание британских субмарин в бухте резко ограничилось.
Британцы отметили, что лёгкий крейсер имеет преимущества даже перед большим количеством эсминцев, так как является более устойчивой орудийной платформой и обладает лучшей системой приборов управления огнём. Немцы сделали вывод о недостаточной мощности своих орудий и ошибочности решения вооружить лёгкие крейсера 105-мм орудиями, а миноносцы 88-мм. Было решено на новых крейсерах увеличить калибр до 150-мм и на миноносцах до 105-мм, а на находящихся в строю постепенно, в процессе модернизаций, произвести замену.
Подчёркивались также крайне неудовлетворительное качество британских снарядов и неэффективная тактика применения торпедного вооружения. Но, в отличие от немцев, британцы не сделали из этого никаких выводов.
Победа в Гельголандском сражении приподняла боевой дух королевского флота. Британская общественность с воодушевлением восприняла победу флота, особенно на фоне неутешительных вестей с сухопутного фронта. Моральный эффект этого успеха некоторые современники считали не менее важным, чем материальный.

## Память
Обломки шлюпки, на которой спасся старший кочегар «Кёльна» Адольф Нойман, 10 сентября 1914 года выбросило на побережье острова Нордерней. Комендант острова фрайхерр фон Солемахер-Антвайлер выкупил их и подарил городу Кёльну. 21 сентября украшенная флагами и гирляндами шлюпка была выставлена во дворе городской ратуши. В 1915 году она была перенесена к Айгельштайнским воротам, где был открыт мемориал крейсера, а с 1926 года — укреплена под куполом их восточной башни.
На набережной Рейна в Майнце 26 августа 1939 года был воздвигнут памятник погибшему в сражении крейсеру «Майнц». 11,5-метровая увенчанная орлом стела была создана скульптором Карлом Хоффманом из красного песчаника.

## Использованная литература и источники
1. 1 2  Х. Вильсон. Глава I // Линкоры в бою.
2. ↑  Корбетт. Том I, 2003, с. 106—106.
3. 1 2 3 4 5 6 7 8 9 10 11 12 13 14 15 16 17 18 19 20 21 22 23 24 25 26  Х. Вильсон. Глава II // Линкоры в бою.
4. ↑  Корбетт. Том I, 2003, с. 110—112.
5. 1 2  Вавилон — «Гражданская война в Северной Америке» / [под общ. ред. Н. В. Огаркова]. — М. : Военное изд-во М-ва обороны СССР, 1979. — С. 505. — (Советская военная энциклопедия : в 8 т. ; 1976—1980, т. 2).
6. 1 2  Шеер. Германский флот в Мировую войну 1914—1918 гг. — С. 80.
7. ↑  Мужеников В. Б. Линейные крейсера Германии. — С. 78.
8. ↑  Шеер. Германский флот в Мировую войну 1914—1918 гг. — С. 83.
9. ↑  Корбетт. Том I, 2003, с. 116.
10. ↑  Корбетт. Том I, 2003, с. 117—118.
11. ↑  Корбетт. Том I, 2003, с. 121.
12. ↑  Корбетт. Том I, 2003, с. 119—120.
13. ↑  Корбетт. Том I, 2003, с. 123.
14. ↑  Корбетт. Том I, 2003, с. 125.
15. ↑  Корбетт. Том I, 2003, с. 124.
16. ↑  Шеер. Германский флот в Мировую войну 1914—1918 гг. — С. 85—86.
17. ↑  Корбетт. Том I, 2003, с. 127—129.
18. ↑  Шеер. Германский флот в Мировую войну 1914—1918 гг. — С. 86—90.
19. ↑  Корбетт. Том I, 2003, с. 130—131.
20. ↑  Шеер. Германский флот в Мировую войну 1914—1918 гг. — С. 90—93.
21. ↑  Корбетт. Том I, 2003, с. 131.
22. ↑  Корбетт. Том I, 2003, с. 131—132.
23. ↑  Hansard, Written Answers, 25 November 1914 (англ.). Дата обращения: 20 ноября 2011. Архивировано 30 января 2012 года.
24. ↑  Корбетт. Том I, 2003, с. 132—133.
25. 1 2  Корбетт. Том I, 2003, с. 133.
26. ↑  Шеер. Германский флот в Мировую войну 1914—1918 гг. — С. 93—94.
27. ↑  Шеер. Германский флот в Мировую войну 1914—1918 гг. — С. 94.
28. ↑  Fricke, Ulrich. Die Geschichte der Gedenkstätte für den Kleinen Kreuzer SMS Cöln in der Eigelstein Torburg. Freundeskreis Fregatte Köln. Дата обращения: 21 ноября 2011. Архивировано 30 января 2012 года.
29. ↑  Godulla, Lucas. Brunnen, Denkmäler und Plastiken in Mainz. Universität Mainz. Дата обращения: 20 ноября 2011. Архивировано из оригинала 9 ноября 2013 года.